# Liberación de Esmirna

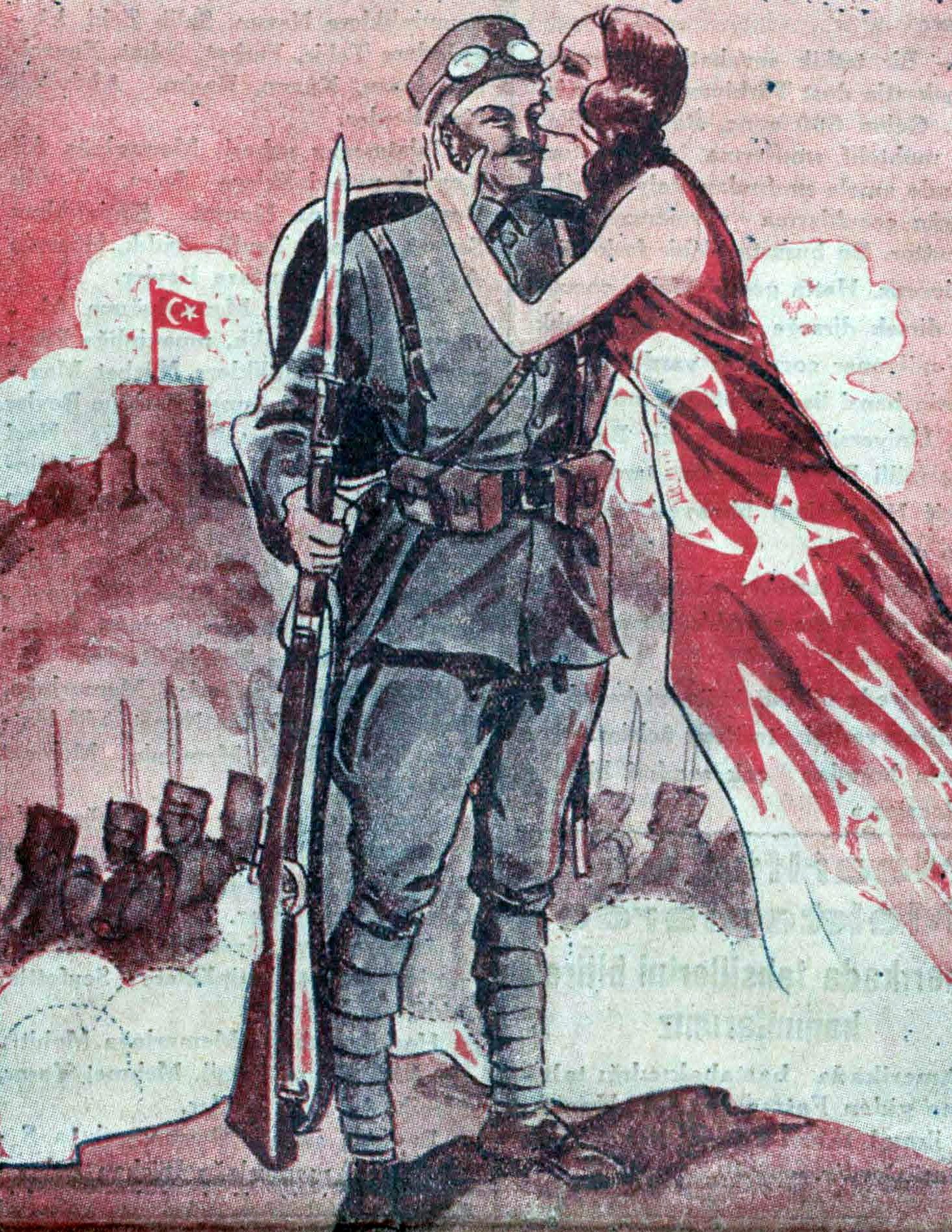
Dibujo sobre la liberación de Esmirna en el periódico Cumhuriyet del 9 de septiembre de 1933.

La liberación de Esmirna (en turco: İzmir'in Kurtuluşu) o la retoma turca de Esmirna marcó el final de la guerra greco-turca del 1919-1922 y constituyó la culminación de la Guerra de Independencia turca. El 9 de septiembre de 1922, tras la retirada precipitada del ejército griego luego de su derrota en la Batalla de Dumlupinar y su evacuación de Anatolia occidental, el 5.º Cuerpo de Caballería del Ejército Turco, bajo el mando del mayor general Fahrettin Altay y en el marco de la ofensiva dirigida por Mustafa Kemal Pashá entró en la ciudad de Esmirna (İzmir) poniendo fin a tres años de ocupación griega.

## Antecedentes
La ocupación de Esmirna por las fuerzas griegas el 15 de mayo de 1919 fue un acontecimiento determinante en el inicio de la Lucha Nacional turca. Hasta esa fecha, la resistencia contra las ocupaciones extranjeras en Anatolia se mantenía dispersa tanto en términos de pensamiento como de organización. La ocupación de Esmirna intensificó el sentimiento de resistencia y oposición en la población generando una serie de manifestaciones de protesta en Estambul que pronto se extendieron incluso a las regiones más remotas de Anatolia. Este clima de indignación además contribuyó a la caída del gobierno de Damad Ferid Pashá.
Esmirna ya se convirtió en un símbolo fundamental del movimiento de resistencia en Anatolia y cada año en el aniversario de su ocupación se organizaban manifestaciones en diversas ciudades y pueblos para mantener viva la causa en la agenda política y social.
En el transcurso de la Lucha Nacional turca, se lograron importantes avances en batallas clave como la Primera Batalla de İnönü, Segunda Batalla de İnönü, Aslıhanlar-Dumlupinar y la Batalla de Sakarya. Estos enfrentamientos consolidaron la resistencia turca y prepararon el terreno para la Gran Ofensiva que culminaría con la liberación de Esmirna y el fin de la ocupación griega.

## Historia
La Gran Ofensiva (Büyük Taarruz) lanzada por el ejército turco el 26 de agosto de 1922 fue la última fase de la Guerra de Independencia turca. El resultado definitivo se alcanzó en cinco días. El 30 de agosto desde su cuartel general en Çalköy el comandante en jefe Mustafa Kemal Pashá emitió un comunicado a las fuerzas dando la histórica orden: «¡Ejércitos, vuestro primer objetivo es el Mediterráneo! ¡Adelante!».
Con esta orden de ataque las unidades del ejército turco comenzaron su avance hacia Esmirna. Al frente de la vanguardia se encontraba el 5.º Cuerpo de Caballería, bajo el mando del general Fahrettin Altay. Tres divisiones de caballería (la 1ª, 2ª y 14ª) marcharon en distintas direcciones compitiendo entre sí mientras avanzaban hacia Esmirna. Las primeras unidades que llegaron a la ciudad fueron las que en la mañana del 9 de septiembre izaron la bandera turca en diversos puntos clave como la colina Kadifekale, Sarıkışla, Karşıyaka, la Oficina de Correos y el Edificio del Gobierno proclamando así la liberación de Esmirna.

### Entrada de la caballería en la ciudad y elevación de la bandera turca en Esmirna

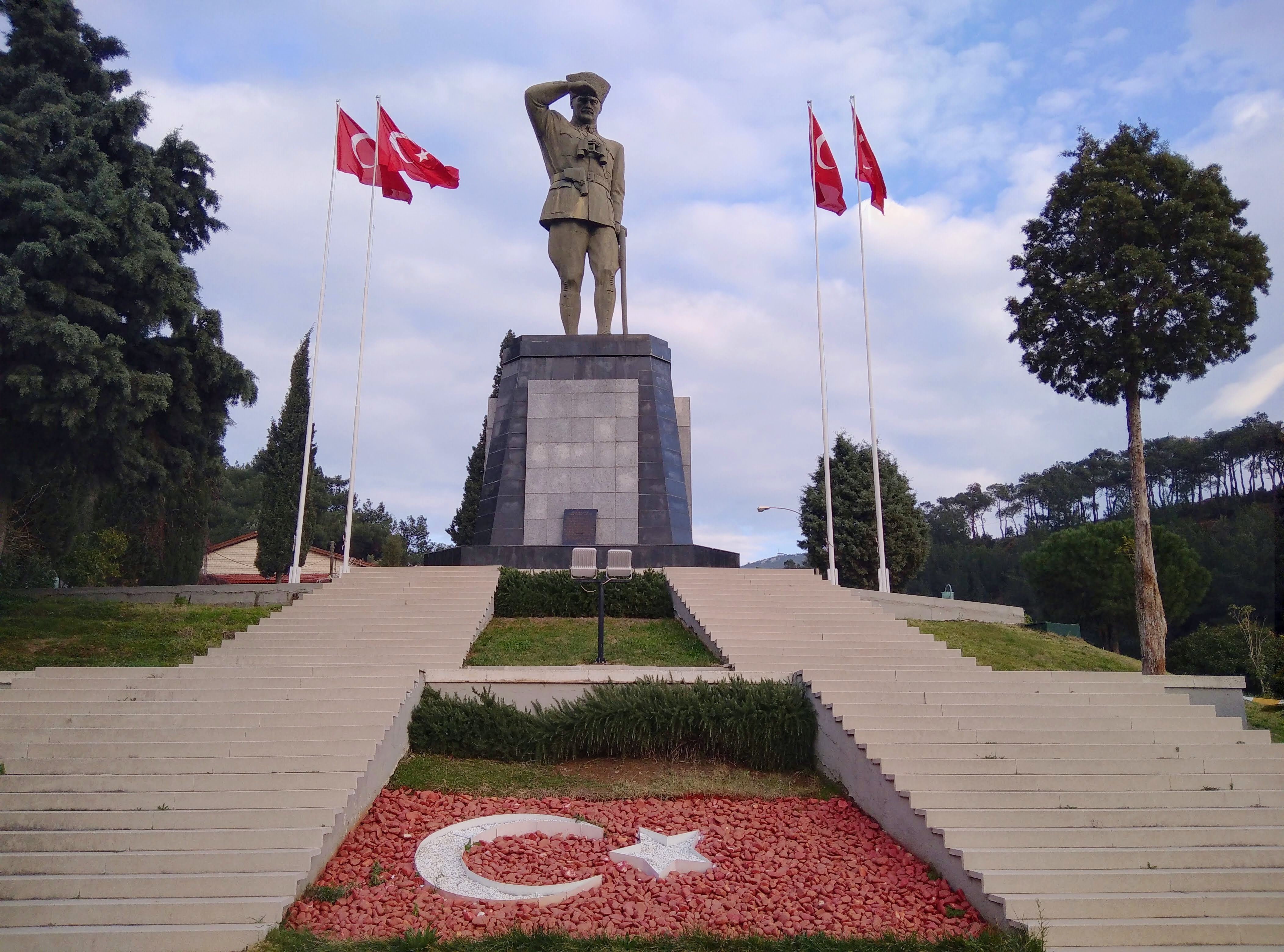
Estatua de Mustafa Kemal Pashá en Belkahve donde el pashá observó la bandera turca ondeando en la colina Kadifekale el 9 de septiembre de 1922

Izado de la bandera turca en las murallas de Kadifekale
Las unidades de caballería turca divididas en diferentes divisiones avanzaron compitiendo entre sí hasta llegar a Kadifekale donde izaron conjuntamente la bandera turca en las murallas de la fortaleza. Los oficiales que izaron la bandera en la colina Kadifekale fueron el teniente Celil Bey de las fuerzas avanzadas de la 1.ª División de Caballería, el teniente Besim Bey de la División de Caballería del Cáucaso y el comandante del 4.º Regimiento de la 2.ª División de Caballería el mayor Ali Reşat Bey.
Izado de la bandera turca en Karşıyaka
En Karşıyaka la bandera turca fue izada por la 14ª División de Caballería bajo el mando del coronel Suphi. Se encontraba la heroína Kara Fatma quien fue una de las primeras en llegar a Çiğli.
Izado de la bandera turca en Sarıkışla y la Oficina de Correos
Un grupo de caballería bajo el mando del capitán Zeki Bey llegó a Konak en las primeras horas de la mañana izando la bandera turca en Sarıkışla. Al mismo tiempo el teniente Selahattin también de la 1.ª División de Caballería izó la bandera en la Oficina de Correos.
Izado de la bandera turca en el Edificio del Gobierno de Esmirna
La 2.ª División de Caballería continuó su avance hacia Konak liderada por el comandante adjunto del 4.º Regimiento el capitán Şerafettin. Durante su avance el grupo fue atacado por disparos provenientes de la fábrica de Tuzakoğlu en Punta lo que resultó en la muerte de 4 soldados quienes fueron enterrados en el lugar.
A pesar de las heridas sufridas por el capitán Şerafettin debido a una granada lanzada por un griego cerca de Pasaport, el capitán siguió adelante y llegó al Edificio del Gobierno alrededor de las 10:30. Al mismo tiempo, el teniente Ali Rıza llegó al edificio descolgó la bandera griega e izó la bandera turca hecha a mano. Cuando el capitán Şerafettin llegó al edificio junto con sus oficiales izaron también la bandera del regimiento proclamando oficialmente la liberación de Esmirna.

### Llegada de Mustafa Kemal Pashá, Fevzi Pashá e İsmet Pashá a Esmirna

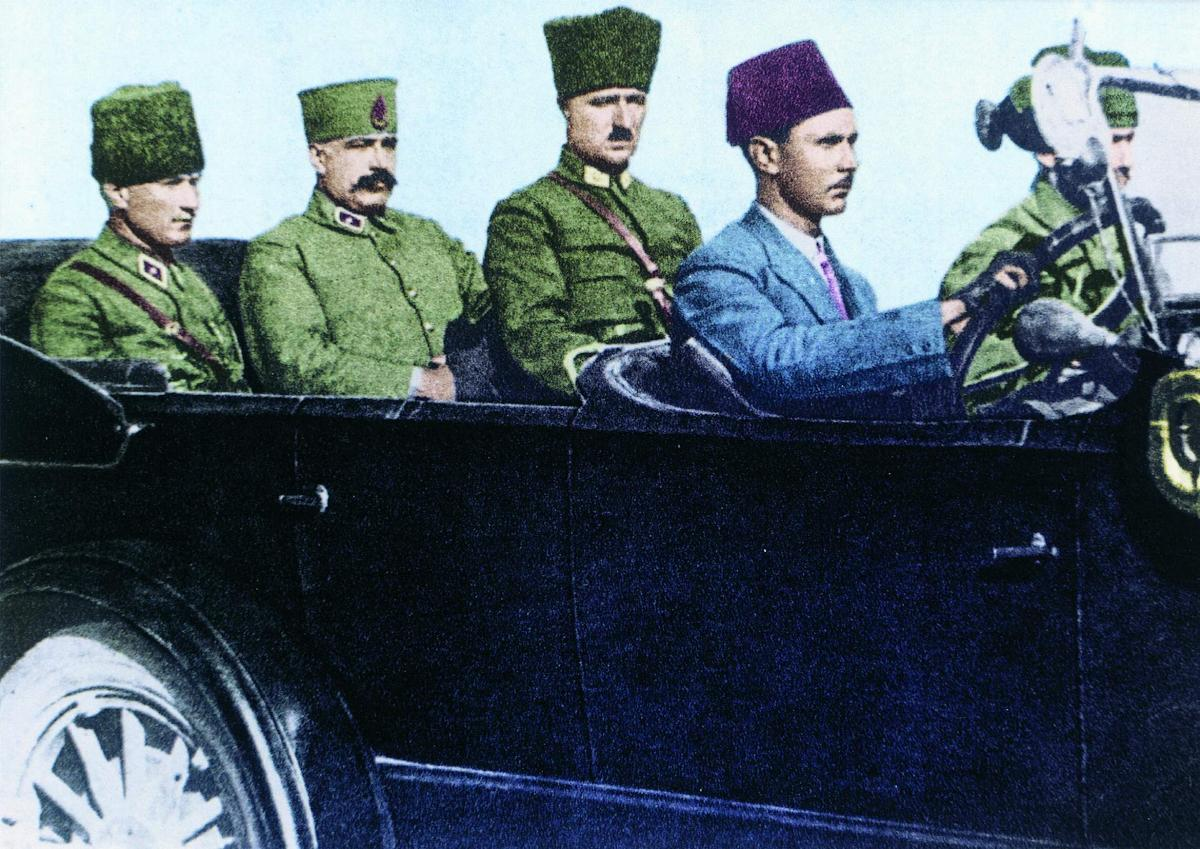
El comandante en jefe Mushir Mustafa Kemal Pashállega a Esmirna el 10 de septiembre de 1922, acompañado por el Mushir Fevzi Pashá y su ayudante de campo el Mayor Salih Bey.

El comandante Mürsel Paşa de la 1.ª División de Caballería informó a Ankara sobre la entrada en Esmirna a través de un radio de un barco de guerra francés. El 10 de septiembre el comandante en jefe Mustafa Kemal Pashá acompañado por Fevzi Pashá e İsmet Pashá llegó a Esmirna y se reunió con Fahrettin Pashá. Juntos se dirigieron al Edificio del Gobierno donde Mustafa Kemal Pashá pronunció un breve discurso desde el balcón dedicando la victoria al pueblo turco.

## Monumento 9 de Septiembre
En memoria de los 4 soldados caídos durante la liberación de Esmirna el 9 de septiembre de 1922 se erigió el Monumento 9 de Septiembre (9 Eylül Anıtı) en el Cementerio de Mártires de Halkapınar donde fueron enterrados. El monumento fue construido en 1927 y un pequeño jardín fue añadido alrededor de él en 1930. Con el paso de los años el monumento quedó en mal estado siendo renovado en 1961 y nuevamente en 1996. Durante la segunda renovación se montó en la plataforma del monumento el poema «A un viajero» (Bir Yolcuya) escrito por el poeta Necmettin Halil Onan para la inauguración de este monumento. El monumento también es conocido como el "Monumento a la Patria y al Honor" (Vatan-Namus Anıtı).

## Cobertura en los medios
Las noticias sobre la liberación de Esmirna aparecieron en la prensa de Anatolia los días 10 y 11 de septiembre. En la primera página del periódico Hâkimiyet-i Milliye la noticia de la liberación de Esmirna se titulaba: «Nuestras caballerías entraron en Esmirna el sábado por la mañana a las 10:30. Los habitantes de Esmirna se han librado de la pesadilla griega». A partir del 13 de septiembre, los periódicos comenzaron a publicar información sobre la entrada del ejército turco en Esmirna y en los días siguientes se relataban los eventos ocurridos durante la llegada del ejército a la ciudad. Las noticias sobre la llegada de Mustafa Kemal Pashá a Esmirna empezaron a publicarse generalmente entre el 13 y el 14 de septiembre. La información sobre el incendio de Esmirna comenzó a aparecer en la prensa a partir del 14 de septiembre.
En una noticia publicada el 10 de septiembre de 1922 en el New York Times, se mencionaba que según informes del Ministerio de la Marina de Francia las tropas turcas que entraron en Esmirna se comportaron de manera ejemplar.
Tras la liberación de Esmirna, Mustafa Kemal Pashá recibió a la prensa extranjera y expresó sus opiniones. Posteriormente, el 1 de octubre de 1922 el New York Times publicó un extenso artículo sobre él, el más detallado hasta ese momento. El artículo que ocupó toda una página incluía un retrato de Mustafa Kemal Pashá de 41 años y una caricatura titulada «Turquía que renace de sus cenizas».

## Días conmemorativos
El primer mitin y acto de celebración de la liberación de Esmirna se celebró en Ankara el 10 de septiembre con la participación del presidente del Consejo de Ministros Rauf Bey en representación de las autoridades del estado. Desde entonces, el 9 de septiembre se ha celebrado como el "Día de la Liberación de Esmirna". Hoy en día, se conmemora en Turquía como el día de la liberación de Esmirna de la ocupación enemiga.

## Galería de fotos

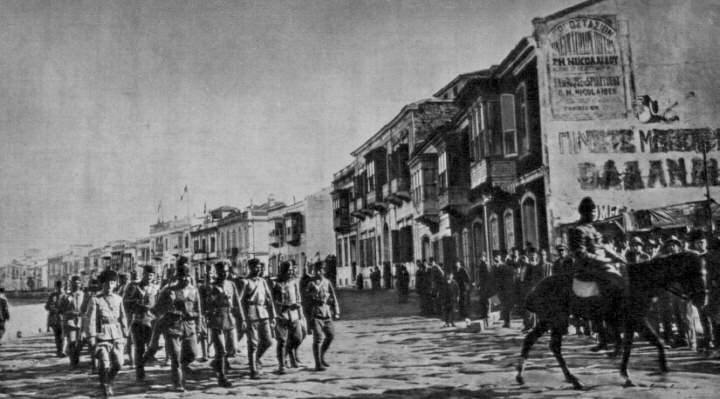
Entrada del ejército turco bajo el mando de Mustafa Kemal Pashá en Esmirna
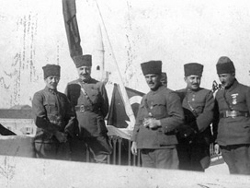
El 10 de septiembre de 1922, en el balcón de la Gobernación de Esmirna, los Pashás Emin, Fahrettin, İzzettin, Kazım y Mehmet Emin antes de la Batalla de Kızılçullu.
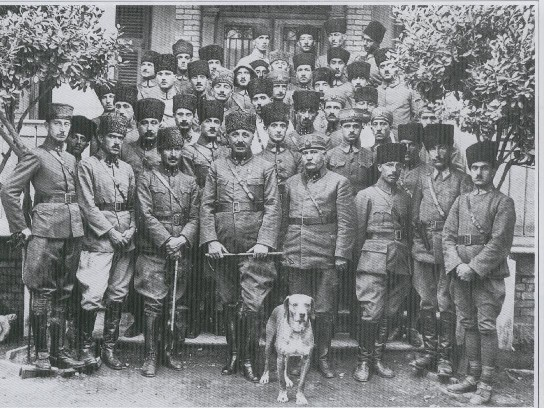
El comandante de la 5ª División de Caballería, Mirliva Fahrettin Pashá junto con su estado mayor y su perro Grey en Esmirna.
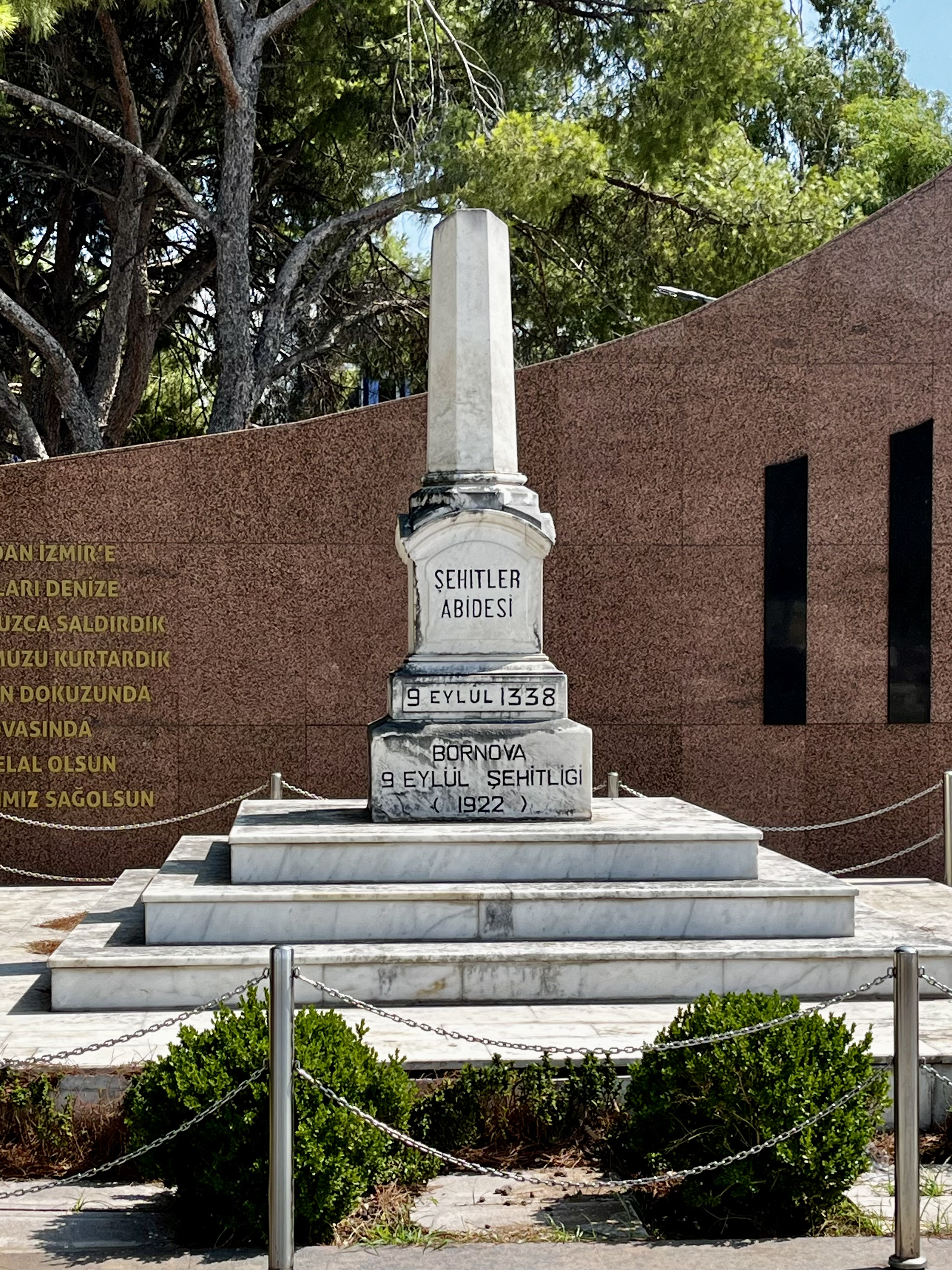
Monumento a los mártires del 9 de septiembre en el distrito de Bornova de la provincia de Esmirna